# Elvira Ramón Utrabo
Elvira Ramón Utrabo, née le 20 novembre 1966, est une femme politique espagnole membre du Parti socialiste ouvrier espagnol (PSOE).
Elle est élue députée de la circonscription électorale de Grenade lors des élections générales de novembre 2011.

## Biographie

### Vie privée
Elle est la benjamine d'une fratrie de trois frères et sœurs. Elle est mariée et mère de deux enfants.

### Études et profession
Elle réalise ses études supérieures à l'université de Grenade où elle obtient une licence de droit en 1990. Puis, postérieurement, elle acquiert une licence en sciences politiques et de l'administration en 2014. Elle est titulaire d'un master en direction politique obtenu à l'Institut Jaime Vera ; il s'agit d'une école de formation liée à la fondation des idées du PSOE.
Entre novembre 1991 et février 1993, elle travaille en tant que secrétaire et contrôleuse de gestion à la mairie de Los Guájares. Elle partage son temps de mai 2012 à février avec des fonctions de secrétaire du juge de paix de la même ville. Durant toute l'année 1994, elle exerce comme secrétaire du juge de paix de Molvízar. Entre juin et novembre 1996, elle remplit une mission de coopération internationale à Santiago de Chile. À son retour, elle devient agente auprès du département de l'Emploi et du Développement local de la comarque de l'Alpujarra Granadina jusqu'à sa démission en juillet 1999.

### Élue locale
Elle retire son carnet de militante du PSOE en 1994. L'année suivante, elle se présente sur la liste socialiste lors des élections municipales de mai 1995 dans sa commune natale. Élue au conseil municipal, elle est réélue lors des élections de 1999 et 2003. À la suite des municipales de juin 1999, elle est choisie par ses collègues socialistes pour siéger comme députée à la députation provinciale de Grenade, l'organe de gouvernement de la province. Sous la présidence de José Rodríguez Tabasco, elle est chargée de gérer les domaines des Ressources humaines et des Droits des femmes et est nommée porte-parole adjointe de l'institution.
Coordonnatrice générale du plan intégral à l'Emploi et au Développement de la commune de Salobreña d'août à novembre 2003, elle devient technicienne supérieure au consortium des transports de l'aire urbaine de Grenade. En avril 2006, elle est nommée déléguée provinciale du département de l'Égalité et du Bien-être social de la Junte d'Andalousie dans la province de Grenade par Micaela Navarro alors en poste. Elle démissionne, en conséquence, de son mandat municipal. En mai 2008, elle est promue déléguée provinciale du département de la Santé dans la province de Grenade par la conseillère María Jesús Montero.

### Députée au Congrès
Elle est investie en deuxième position, derrière José Martínez Olmos, sur la liste conduite par le parti dans la circonscription de Grenade à l'occasion des élections générales de novembre 2011 et quitte son poste de fonctionnaire régionale. Élue au Congrès des députés avec deux de ses collègues, elle est porte-parole adjointe à la commission des Affaires étrangères, deuxième secrétaire de la commission de la Coopération internationale pour le développement puis occupe cette même fonction au sein de la commission de la Justice entre novembre 2014 et la fin de la législature.
Avec le passage de Martínez Olmos au Sénat, elle devient tête de liste lors des élections législatives de décembre 2015. Parvenant à retenir deux sièges de députés, elle est promue porte-parole de la commission de la Santé et des Services sociaux et membre suppléante de la députation permanente. À nouveau candidate lors du scrutin anticipé de juin 2016, elle conserve son mandat au palais des Cortes et l'ensemble de ses responsabilités parlementaires.